# Schlappentag

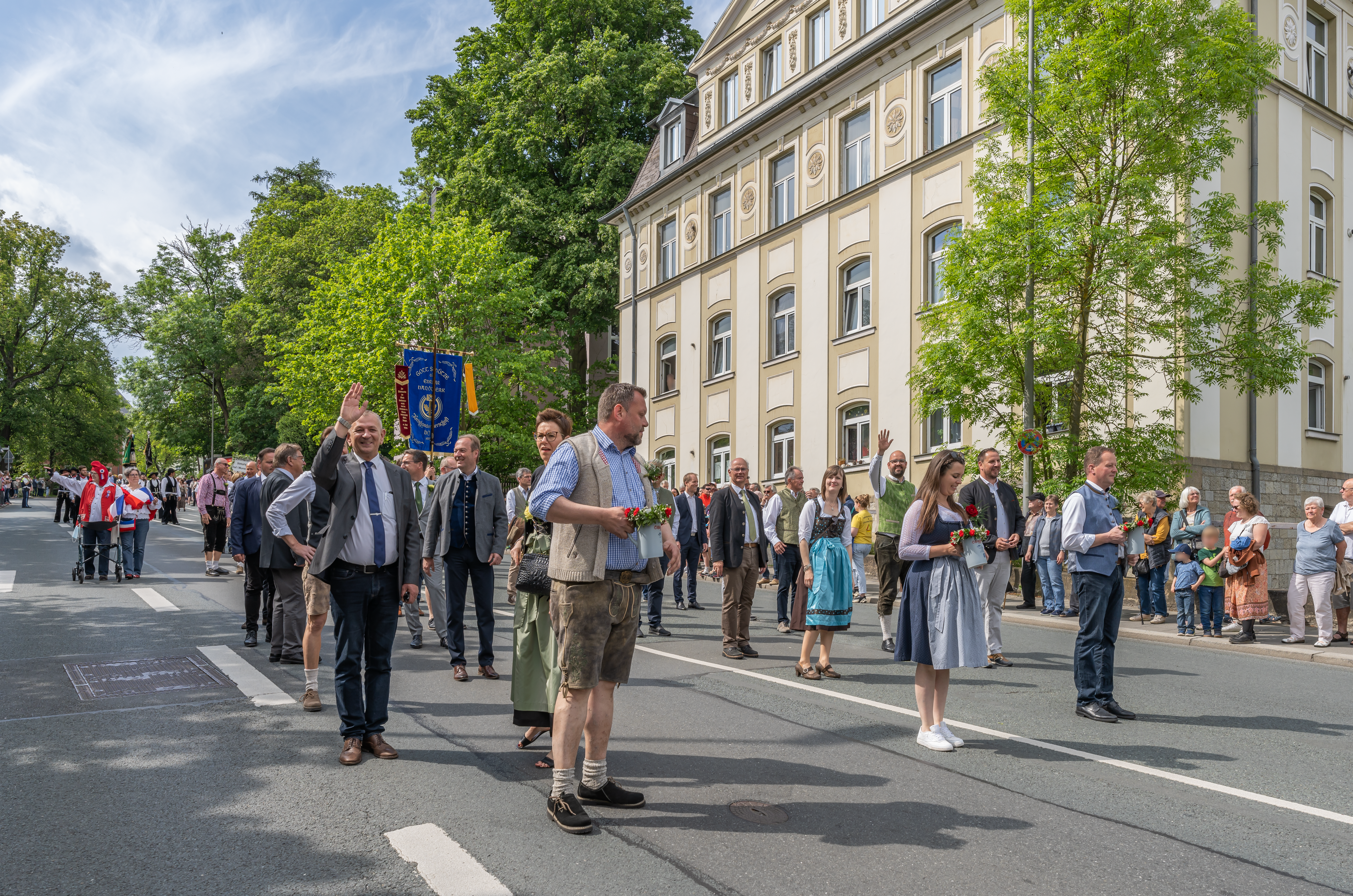
Schlappentagsumzug 2023 vor dem Schießhäuschen

Der Schlappentag findet in Hof (Saale) traditionsgemäß alljährlich am Montag nach Trinitatis – also genau eine Woche nach Pfingstmontag – statt. Speziell für diesen Anlass wird ein eigenes Starkbier, das Schlappenbier, gebraut. Der Schlappentag zählt zum immateriellen Kulturerbe Bayerns.

## Geschichte des Hofer Schlappentags
Im Jahre 1415 wurde der tschechische Vorreformator Jan Hus, der ein Kämpfer gegen Missstände in der Kirche war, als Ketzer zum Tod auf dem Scheiterhaufen verurteilt. Seine Gefolgschaft versuchte daraufhin gewaltsam, eine Reformation der Kirche durchzuführen. Die Hussiten eroberten am 25. Januar 1430 die Stadt Hof und zerstörten sie vollständig. Nur das Schloss blieb weitgehend unversehrt. Nach dem Abmarsch der Truppen musste die Stadt wieder aufgebaut werden.
In dieser Notlage wandte sich die Hofer Bevölkerung an den Markgrafen von Brandenburg. Dieser gewährte den Bittstellern in einem Freiheitsbrief zehn Jahre Steuerfreiheit. Bedingung war jedoch, dass sich die Bürger mit Handfeuerwaffen ausstatten sollten, um sich bei späteren Angriffen besser verteidigen zu können. Folglich wurde um 1432 eine vorwiegend aus Handwerkern bestehende Schützengilde gegründet, die sich alljährlich an Schießübungen und Wettbewerben beteiligen musste.

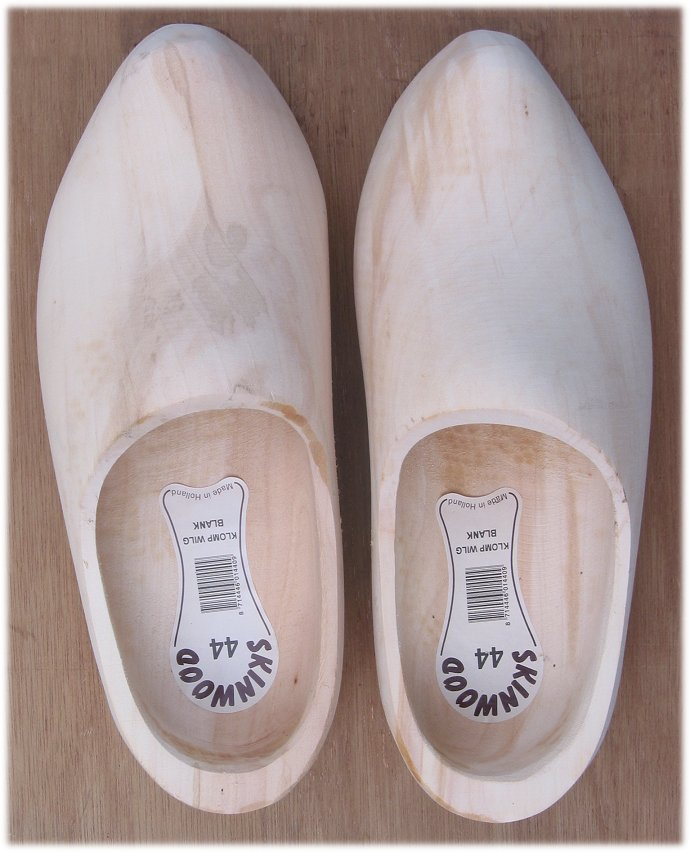
Schützen-„Schlappen“

 Um drohende Sanktionen zu vermeiden, hetzten die meisten Schützen noch am Morgen des Montag nach Trinitatis, dem letzten Tag der Schießübung, in ihrer Arbeitskleidung und den ortsüblichen Holzschuhen (Schlappen) zum Schießhäuschen. Dort wurden sie unter Beobachtung eines Schützenmeisters im Umgang mit der Muskete geschult. Von Jahr zu Jahr stieg die Zahl der Schützen und somit das Interesse an diesen Schießübungen. Dadurch bildete sich an dem besagten Montag ein Zug von Schlappenschützen, der zur Schießstätte marschierte.
2019 wurde der Hofer Schlappentag in das Bayerische Landesverzeichnis des immateriellen Kulturerbes eingetragen. 2020 und 2021 musste der Schlappentag in der üblichen Form wegen der Corona-Pandemie entfallen.

## Alljährlicher Festzug der Schützengilde

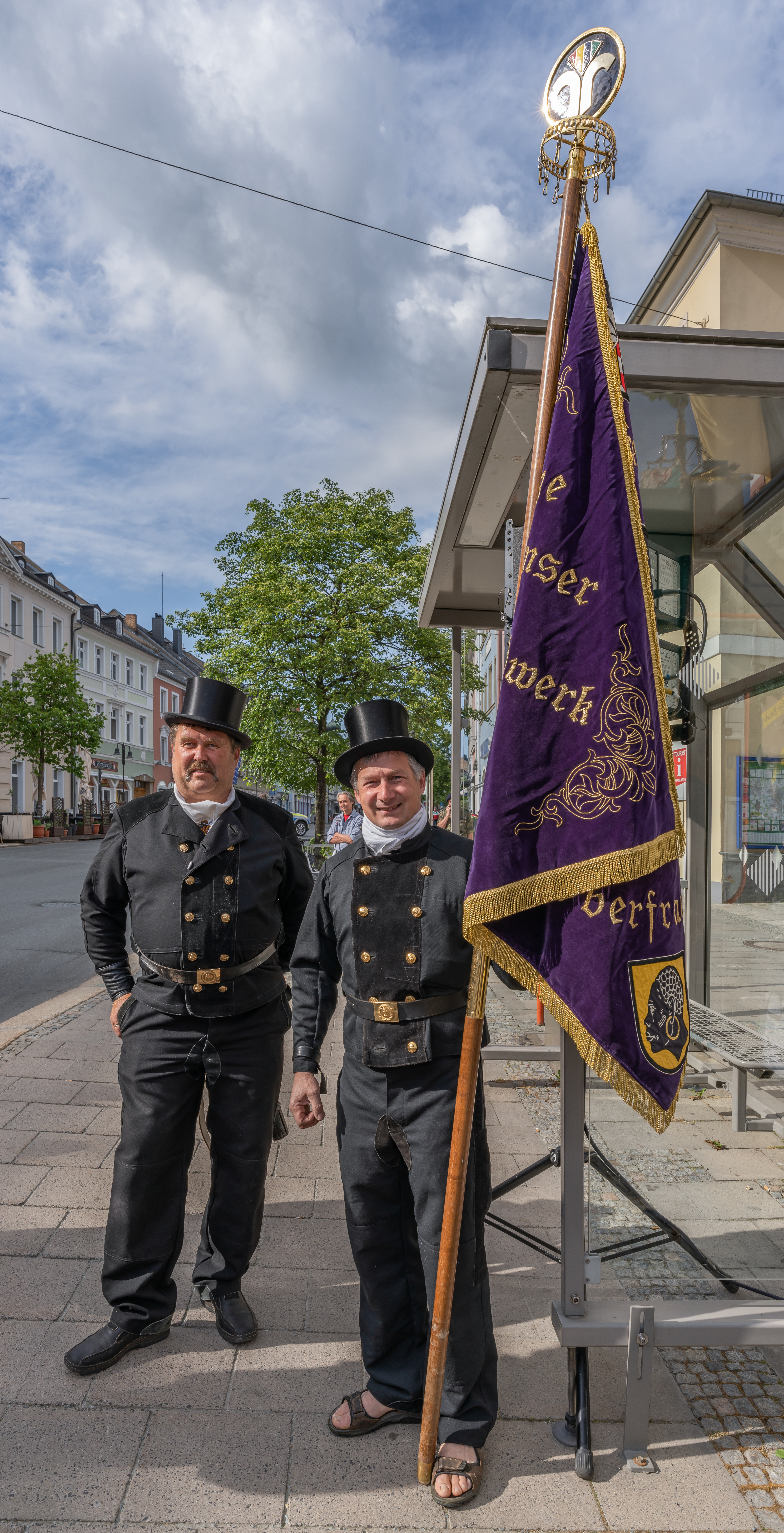
Kaminkehrer als Teil der Handwerkszunft am Schlappentag

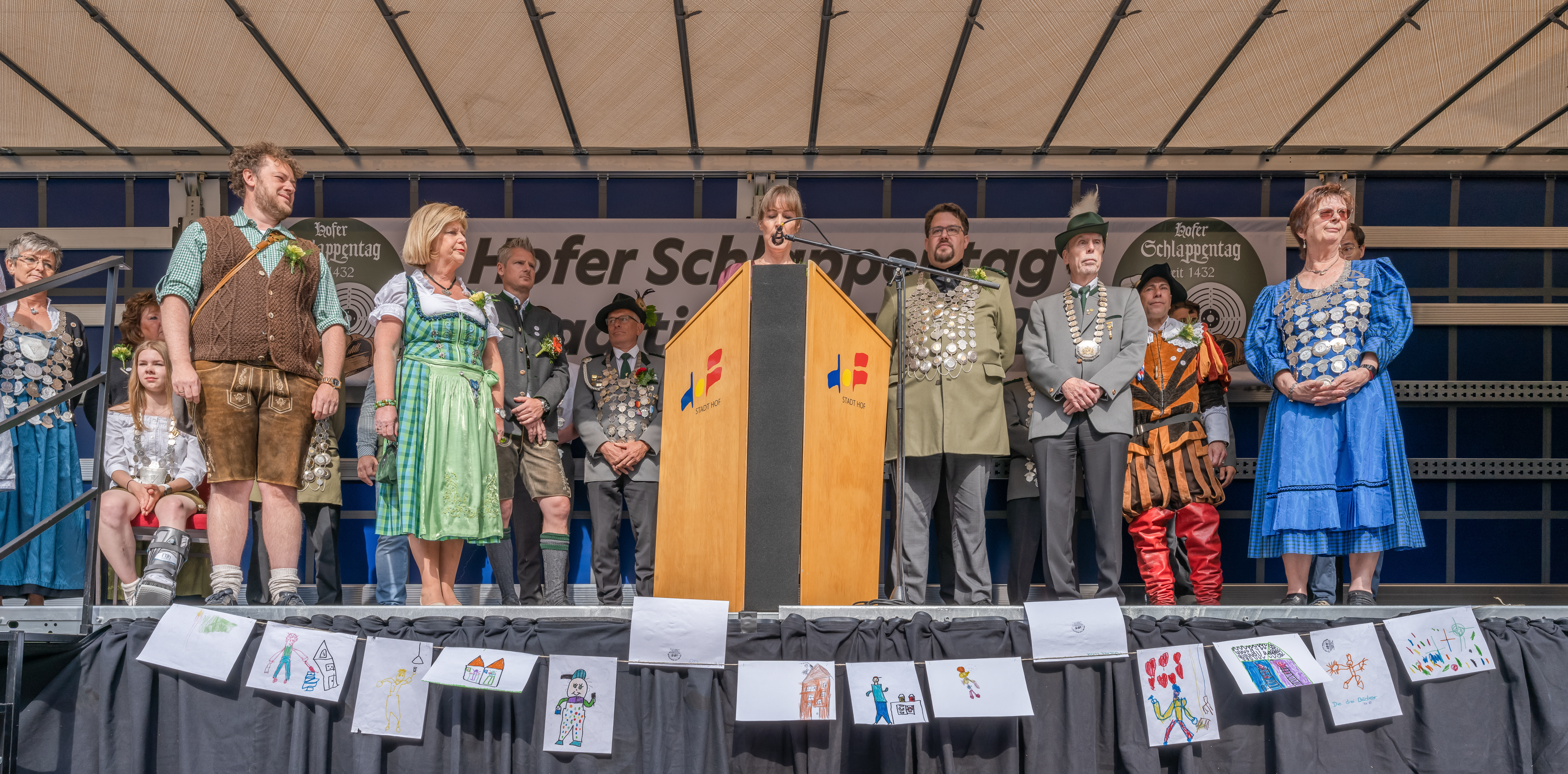
Rede vor dem Rathaus

Für ihre Leistungen, die sie dem früheren Landesherren erbrachten, dankte dieser den Schützen mit Privilegien wie dem Braurecht. Die Privilegierte Scheiben-Schützen-Gesellschaft von 1432 Hof führt als Nachfolgerin der Hofer Schützenkompanie seit über 580 Jahren den Schlappentag durch. Der Ablauf erfolgt stets nach dem gleichen Ritual:
1. Morgendlicher Weckruf
2. 8:00 Uhr: Versammlung der Handwerkszünfte und Schützen am Schießhäuschen
3. Umzug zum Rathaus
4. Empfang durch den Oberbürgermeister und Schützenkommissar
5. 9:45 Uhr: Festumzug mit Vertretern aus Politik, Handwerk und Schützen
6. Festzug durch die ganze Stadt (über die Ludwigstraße, Altstadt, Luitpoldstraße, Marienstraße und den Konrad-Adenauer-Platz)
7. Ankunft am Festplatz

## Schlappenbier

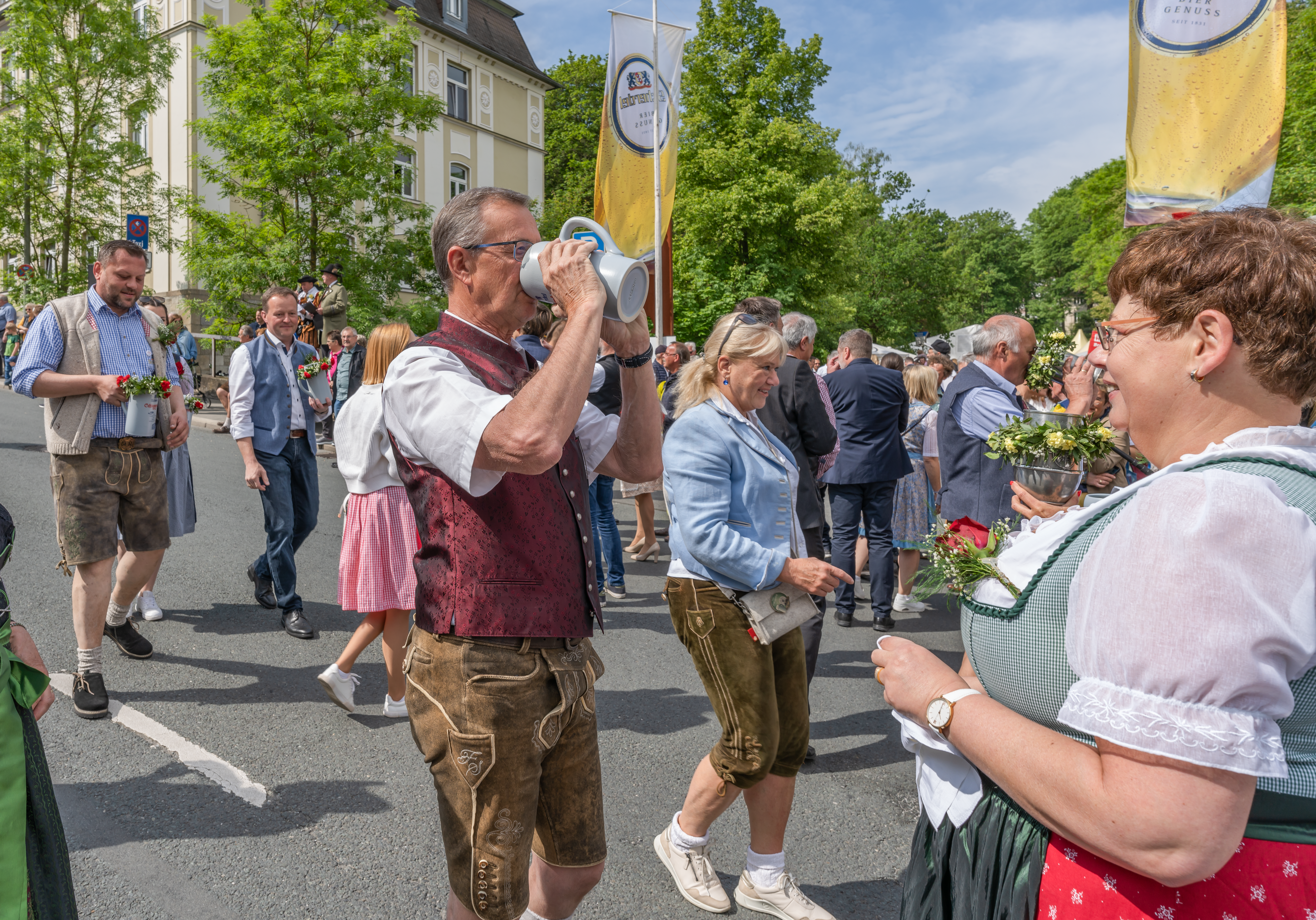
Am Ende des Festzugs dürfen am Festzug Teilgenommene Schlappenbier trinken

Sobald der Umzug den Festplatz erreicht, wird das erste Fass Schlappenbier, ein süffiges Starkbier, das nur für diesen einen Tag gebraut wird, angestochen und im Festzelt ausgeschenkt. Zum Schlappenbier werden Hofer Bratwürste serviert.
Im Jahre 2010 meldete die seit 153 Jahren bestehende Brauerei Zeltbräu Insolvenz an. Seit 2011 wird das Schlappenbier nach der Originalrezeptur von der Brauerei Scherdel gebraut.

## Schlappenschießen
Am Tag vor dem eigentlichen Schlappentag, dem Sonntag, können die Schießkünste unter Beweis gestellt werden. Besonderes Augenmerk wird auf die Personen des öffentlichen Lebens, die Handwerker und die Schützen geworfen, die öffentlich zur Teilnahme eingeladen werden. Tritt ein eingeladener Teilnehmer nicht an, wird ein Bußgeld fällig. Allerdings kann sich der Teilnehmer einen anonymen Schützen „kaufen“.
Das Schlappenschießen unterliegt der Schießordnung des alten Handwerks. Es findet noch an der gleichen Stelle, im Schießgraben am Schießhäuschen, wie schon vor über 570 Jahren statt. Dieses Häuschen ist der Treffpunkt am Trinitatismorgen.
Damit jeder Beteiligte, einer mehr, der andere weniger begabt, die gleiche Chance hat, wird mit alten Zimmerstutzen, sitzend aufgelegt, geschossen, und jeder Schütze kann mit drei Schuss versuchen, ins Schwarze zu treffen.
Früher wurden den Siegern als Prämie für einen gewissen Zeitraum die Steuern durch den Magistrat erlassen. In der heutigen Zeit erhalten die drei besten Schützen das Recht, innerhalb des Stadtgebietes auf allen öffentlichen Parkplätzen für ein oder ein halbes Jahr kostenlos ihr Auto parken zu dürfen.

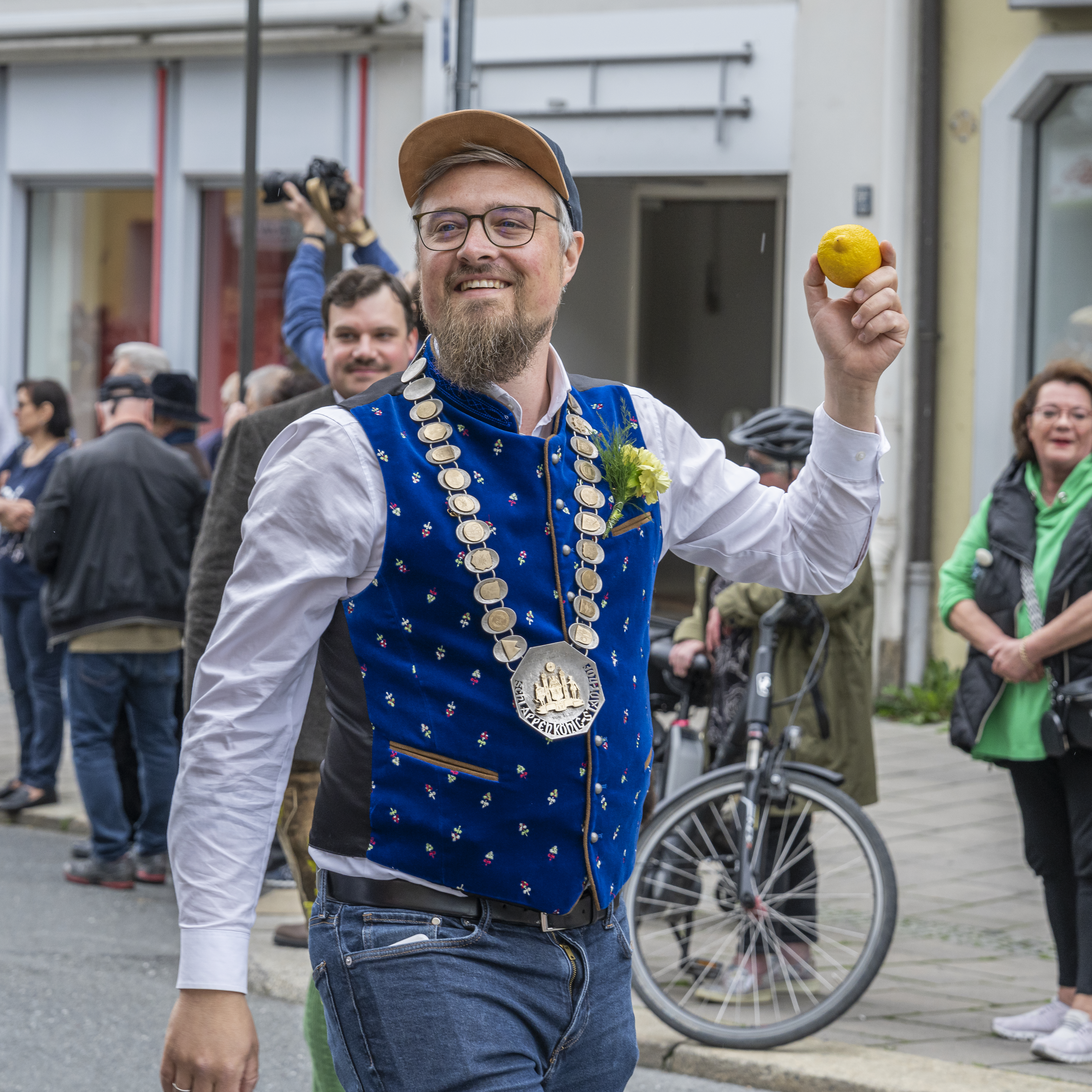
Patrick Leitl als Schlappenkönig mit Kette und Zitrone im Festzug in der Innenstadt 2024

Der Schlappenkönig, also der Sieger des Schützenwettbewerbs, wird mit einer silbernen Kette ausgezeichnet, welche die Embleme der Handwerksinnungen und der zehn Hofer Schützenvereine trägt. Der Schlappenkönig übernimmt auch Repräsentationsaufgaben.

## Goldener Schlappen
Der Goldene Schlappen ist der höchste Orden der Scheiben-Schützen-Gesellschaft. Er wird an Personen verliehen, die sich um die Gesellschaft, das Handwerk oder die Stadt Hof verdient gemacht haben. Es handelt sich um die Miniatur eines Schlappens aus massivem Gold mit einem Brillanten und wird ausschließlich für diese Verleihung von einem Hofer Goldschmied angefertigt. Dieser Schlappen wird jedes Jahr neu und individuell hergestellt und ist damit ein Unikat.
Verliehen wurde der Orden unter anderen an den ehemaligen Ministerpräsidenten Max Streibl, den früheren Vorstandssprecher der Textilgruppe Hof, Ernst Häcker, den Präsidenten der Handwerkskammer, Senator Emil Preissinger und den Altoberbürgermeister Hans Heun. Der Name des Auszuzeichnenden bleibt bis zur Verleihung im Rahmen des Schützenempfangs im Rathaus unbekannt.